# 합리적 의심
합리적 의심(合理的 疑心, 영어: reasonable doubt)은 법원에서 형사 사건에서 유죄 평결을 확보하기 위해 검찰측 증거가 넘어서야 하는 최고의 기준선을 말한다.
대한민국 형사소송법 307조 2항에 있는 문장은 다음과 같다.
②범죄사실의 인정은 합리적인 의심이 없는 정도의 증명에 이르러야 한다.
이것은 형사소송법의 대원칙인 무죄추정의 원칙의 맥락에서 이해될 수 있다. 피고인은 유죄가 입증될 때까지 무죄로 간주된다. 판사나 배심원단이 피고인의 유죄에 대해 합리적인 의심이 있는 경우 피고인은 유죄 판결을 받을 수 없다. 따라서 합리적인 의심은 법원에서 사용되는 증거의 수준 중 가장 높은 것이 된다. 민사 사건이 아닌 형사 사건에 적용되는 원리로서 형사 유죄 판결은 피고인의 자유 또는 생명을 박탈할 수 있기 때문이다. 이 기준을 넘는 것을 영미법에서 'beyond a reasonable doubt'라고 표현한다.
이 원리는 가설검정의 오류로 생각해보면 간단한데, 가령 살인을 저지르지 않은 피고인에게 유죄를 선고하는 것을 1종 오류, 살인을 저지른 피고인에게 무죄를 선고하는 것을 2종 오류하고 한다면 일반적으로 2종보다는 1종오류의 심각성이 크므로 형사소송에 국한하여 1종 오류가 발생하지 않도록 이런 견제장치를 두는 것이다. 따라서 입증책임은 합리적 의심의 여지 없이 자신의 사건을 입증해야하는 검찰의 몫이 된다. 다시 말해 '의심하다'의 주어는 검경이 아니고 제출된 증거를 평가할 판사나 배심원단이며 판사와 배심원단은 피고인에 대한 판단 이전에 먼저 검찰측 증거의 불법성을 검증해야한다는 의미이다.
벤자민 프랭클린의 유명한 명언 "한 명의 무고한 사람이 고통받는 것보다 100명의 죄인이 도망가는 것이 낫다."가 바로 합리적 의심을 말하는 것이다.

### 실제 사례
1995년 O. J. 심슨의 아내살해 의혹 사건에서 검찰측이 제시한 각종 물증(피묻은 장갑등)에 대해 '합리적 의심'(즉 장갑이 심슨 것이 아닐 수 있다는 의심)을 제기한 변호인측의 대응이 성공을 하여 무죄판결을 받았으나 민사에서는 아내의 유족측이 살인 증거에 대해 더 낮은 기준을 적용받아 850만 달러의 배상금을 심슨으로부터 받아내는데 성공한바 있다.

### 기타
대한민국에서 현재 '합리적 의심'이란 말은 일반대중은 물론 법조인들 조차도 합리적 의혹(reasonable suspicion)의 의미로 오용되고 있어서 그 문제점에 관하여 번역전문가가 논평을 한 적이 있음.

## 같이 보기
- 합리적 의혹(reasonable suspicion, 반대의 뜻)
- 상당한 근거(probable cause, 반대의 뜻)
- 입증책임(burden of proof)